# Triptiek van het mystieke bad
De Triptiek van het mystieke bad  (Frans: Triptyque du Bain mystique) is een schilderij van Jean Bellegambe dat hij in de eerste decennia van de zestiende eeuw schilderde. Sinds 1882 maakt het deel uit van de collectie van het Museum voor Schone Kunsten in Rijsel.

## Geschiedenis
Het drieluik is geschilderd in opdracht van Charles Coguin, abt van Anchin. In 1239 schonk Warin, de bisschop van Thessaloniki, de abdij belangrijke relikwieën, waaronder enkele druppels van het bloed van Christus. Mogelijk verklaart dit waarom de abt een drieluik met het mystieke bad (fons pietatis) liet maken, een symbool van zuivering door het bloed van Christus. In het noorden van Frankrijk was deze vorm van verering wijdverbreid aan het einde van de vijftiende eeuw. Er is een verband met de iconografie van zowel Christus in de wijnpers als de fontein van de eeuwige jeugd.
Rond het midden van de zestiende eeuw kwam het drieluik in het bezit van Jean de Créqui, gouverneur van Montreuil-sur-Mer, die zijn eigen wapenschild liet aanbrengen op de buitenzijde. Théodore Ducluzel kocht het omstreeks 1875, waarna het in februari 1882 weer te koop werd aangeboden in Parijs. Voor 4095 frank kwam het in bezit van het museum van Rijsel.

## Voorstelling
Het middenpaneel van het drieluik stelt Christus aan het kruis voor boven een bassin dat al voor een groot deel met zijn bloed gevuld is. Er staan enkele personen in het bad, terwijl anderen bezig zijn erin te klimmen. Boven het hoofd van Christus hangt een banier met het opschrift: Torcular calcavi solus et de gentibus non est vir mecum (“Ik heb de pers alleen getreden; geen van de volken hielp me daarbij.” Jesaja 63:3). Christus wordt geflankeerd door twee engelen die gebedsriemen vasthouden waarop twee andere verzen uit Jesaja zijn geschreven: Quis est iste qui venit de Edom, tinctis vestibus, de Bosra? (“Wie is het, die uit Edom komt, uit Bosra, in purper gekleed?” Jesaja 63:1) en Quare rubrum est indumentum tuum en vestimenta tua sicut calcantium in torculari? ("Hoe komen uw kleren zo rood als de kleren van iemand die de wijnpers treedt?" Jesaja 63:2).
In het bad zijn twee heilige boetelingen afgebeeld, Maria Magdalena, te herkennen aan de vaas met nardus waarmee ze de voeten van Jezus zalfde, en Maria van Egypte, die de drie broden draagt die ze meenam toen ze zich terugtrok in de woestijn. De personages die het bassin ingaan, worden geholpen door de deugden Caritas (liefdadigheid), links met een stralende zon, en Spes (hoop), rechts met een schip. Op de voorgrond doet een jonge vrouw haar sieraden af. Het zou om een voorstelling van de berouwvolle Maria Magdalena kunnen gaan die afstand doet van de opsmuk van deze wereld, een nieuw thema dat Bellegambe waarschijnlijk in een passiespel gezien had. Op de achtergrond is een landschap te zien met rotsen, groepjes bomen en enkele huizen.
Op het rechterpaneel is Catharina van Alexandrië te zien met de instrumenten van haar martelaarschap, het gebroken wiel en het zwaard. Fides (geloof) verwelkomt haar met een brandende kaars en helpt haar rijke brokaten jurk los te maken. Daarachter trekken verschillende vrouwen hun jassen uit en maken hun jurken los. In de loggia zwaait Jesaja met een banderol waarop staat geschreven: Haurietis aquas in gaudio de fontibus Salvatoris (“U zult met vreugde water scheppen uit de fonteinen van het heil.” Jesaja 12:3). Op de achtergrond komen een paus, een kardinaal, een bisschop en enkele geestelijken uit een kerk voorafgegaan door een arme pelgrim die hen naar het bad lijkt te leiden. Verderop staat een kasteel met ophaalbrug.
Op het linkerpaneel is een engel te zien die mensen van verschillende geslachten en leeftijden verwelkomt. Op de voorgrond schilderde de kunstenaar zichzelf terwijl hij zittend een van zijn sokken uittrekt. In een soortgelijke loggia als op het tegenoverliggende luik lijkt de apostel Johannes de engel een vraag te stellen. Hij wijst met zijn rechterhand naar een cartouche met een tekst uit zijn Apocalyps: Isti qui sunt et unde venerunt? (“wie zijn zij en van waar zijn zij gekomen?” Openbaring 7:13). Een banderol die boven de engel zweeft, lijkt het antwoord te geven: Hi sunt qui venerunt de tribulatione magna et Laverunt stolas suas in sanguine Agni ("Dat zijn degenen die uit de grote verschrikkingen gekomen zijn; en zij hebben hun kleren witgewassen met het bloed van het lam." Openbaring 7:14). Johannes wijst ook nog naar een andere cartouche, die als een soort uithangbord bevestigd is. Hierop wordt de thematiek van het drieluik nog verder verklaard: Dilexit nos et lavit nos a peccatis nostris in sanguine suo ("Hij heeft ons lief en heeft ons van onze zonden bevrijd door zijn bloed." Openbaring 1:5). Op de achtergrond komt een koning uit een versterkt kasteel gevolgd door verschillende hovelingen. Dit is de wereldlijke tegenhanger van een vergelijkbare stoet op het rechterluik.
Op de buitenzijde van het drieluik houden twee in grisaille geschilderde engelen het wapen van de abdij van Anchin (rechts) en het wapen en de lijfspreuk (Deo favente) van Charles Coguin vast.

## Afbeeldingen

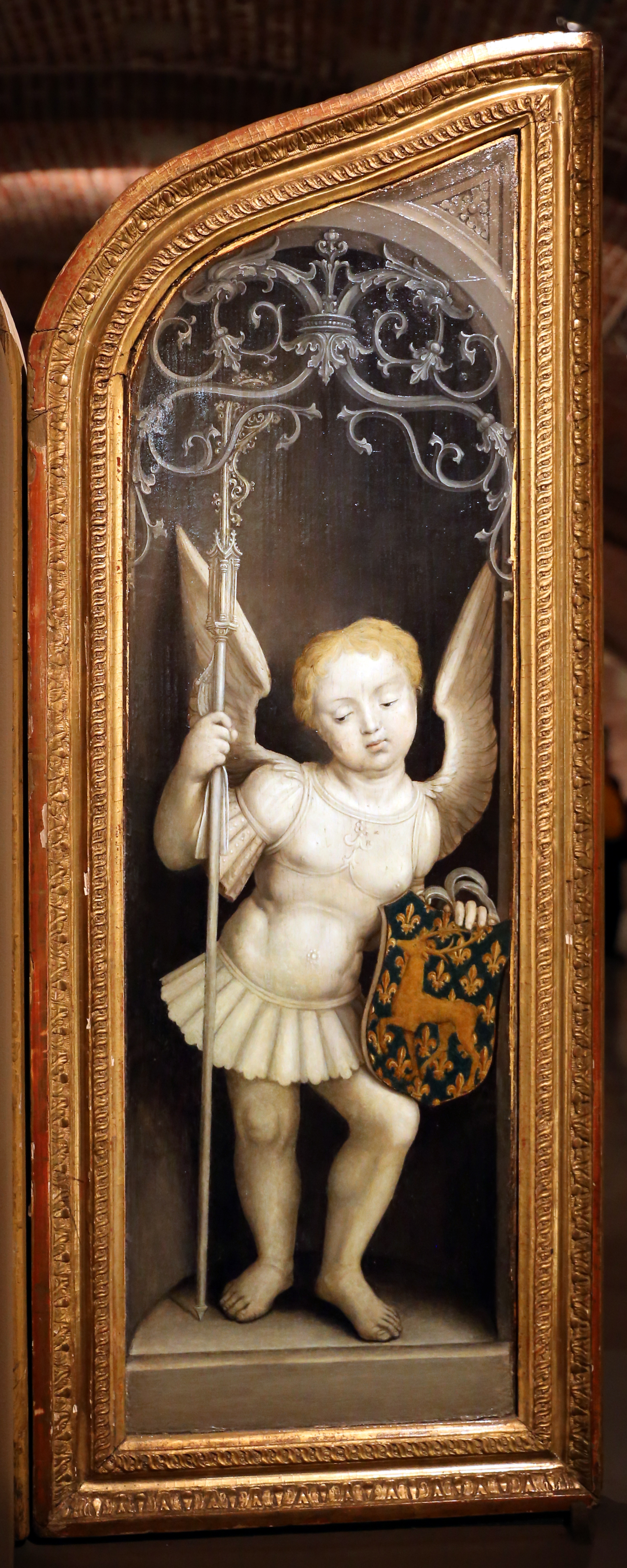
linker buitenzijde
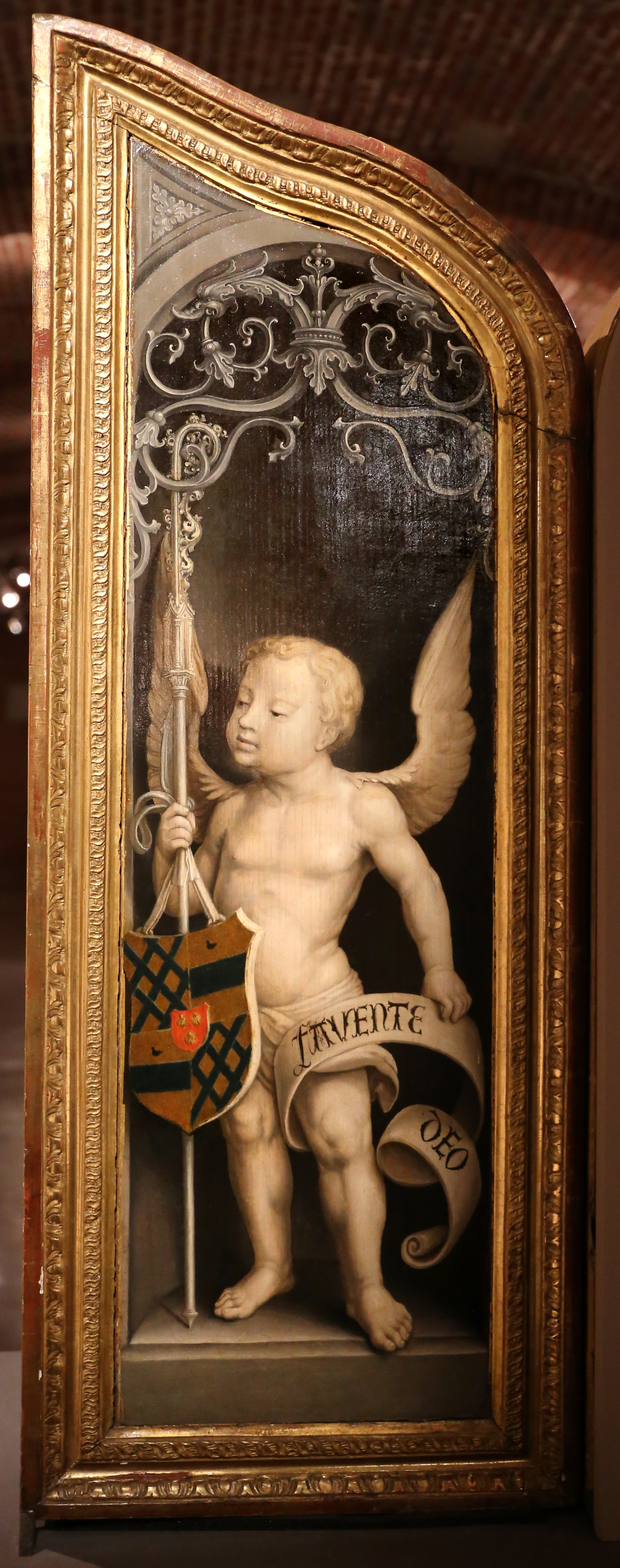
rechter buitenzijde
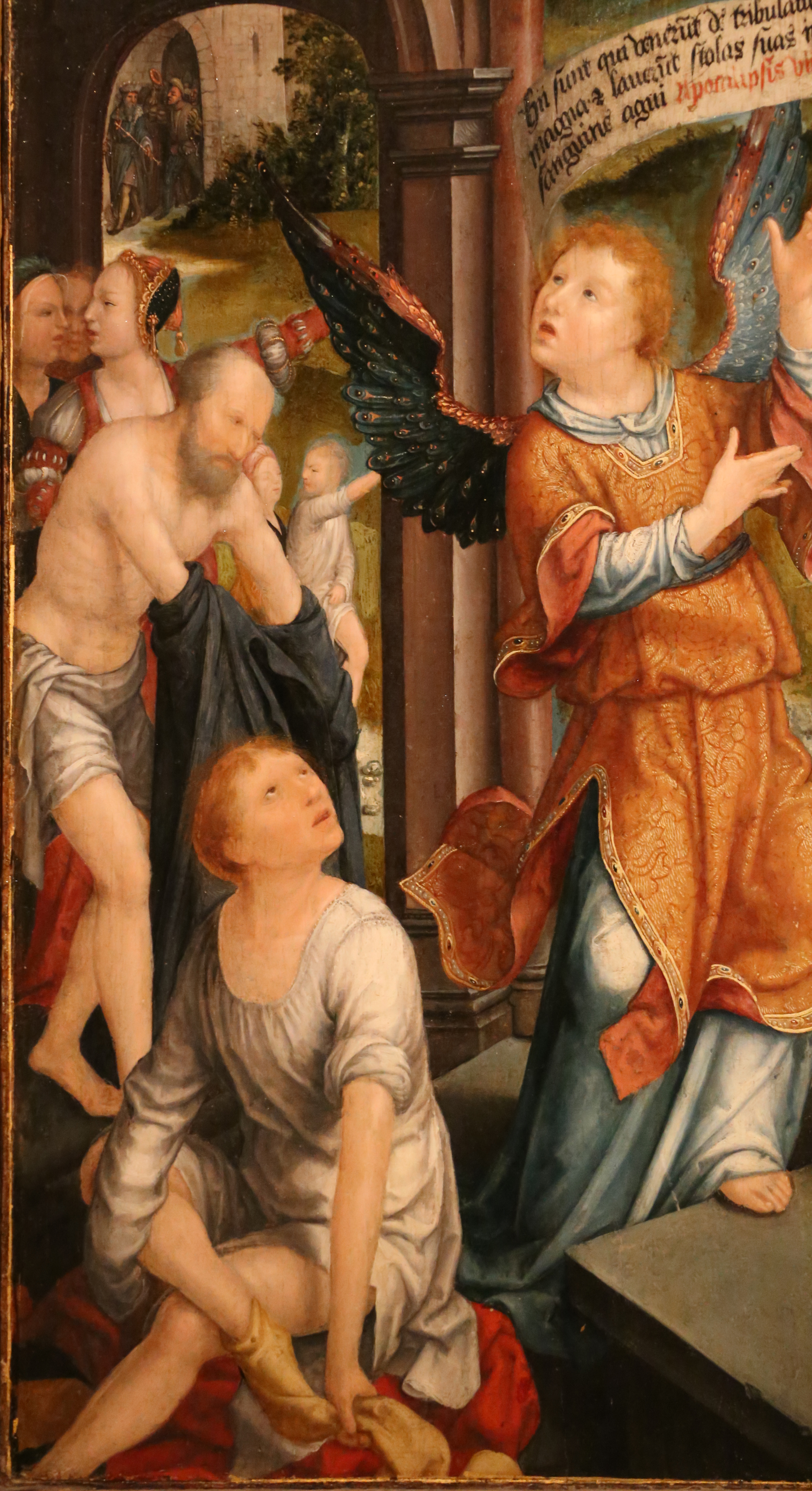
detail
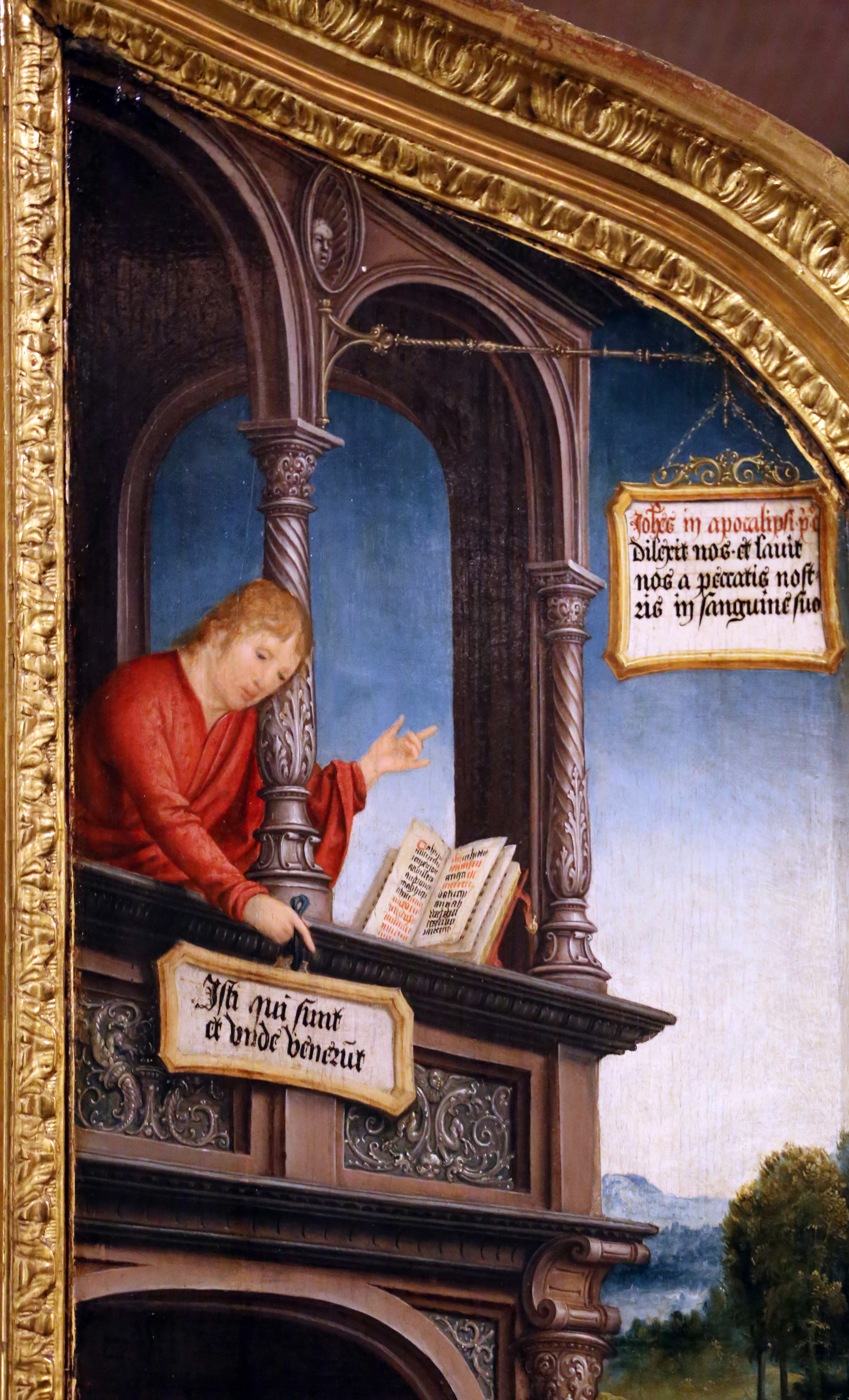
detail
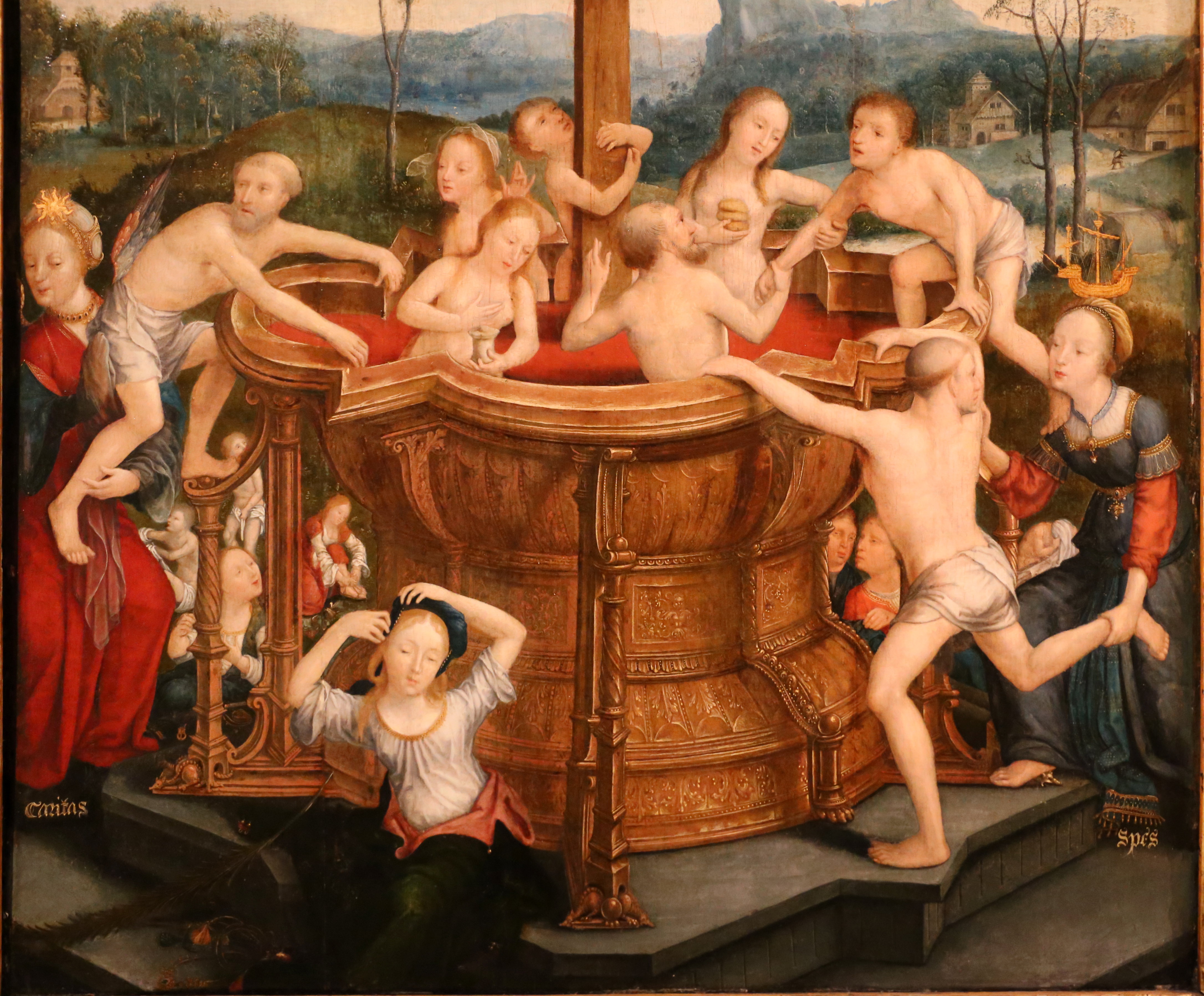
detail
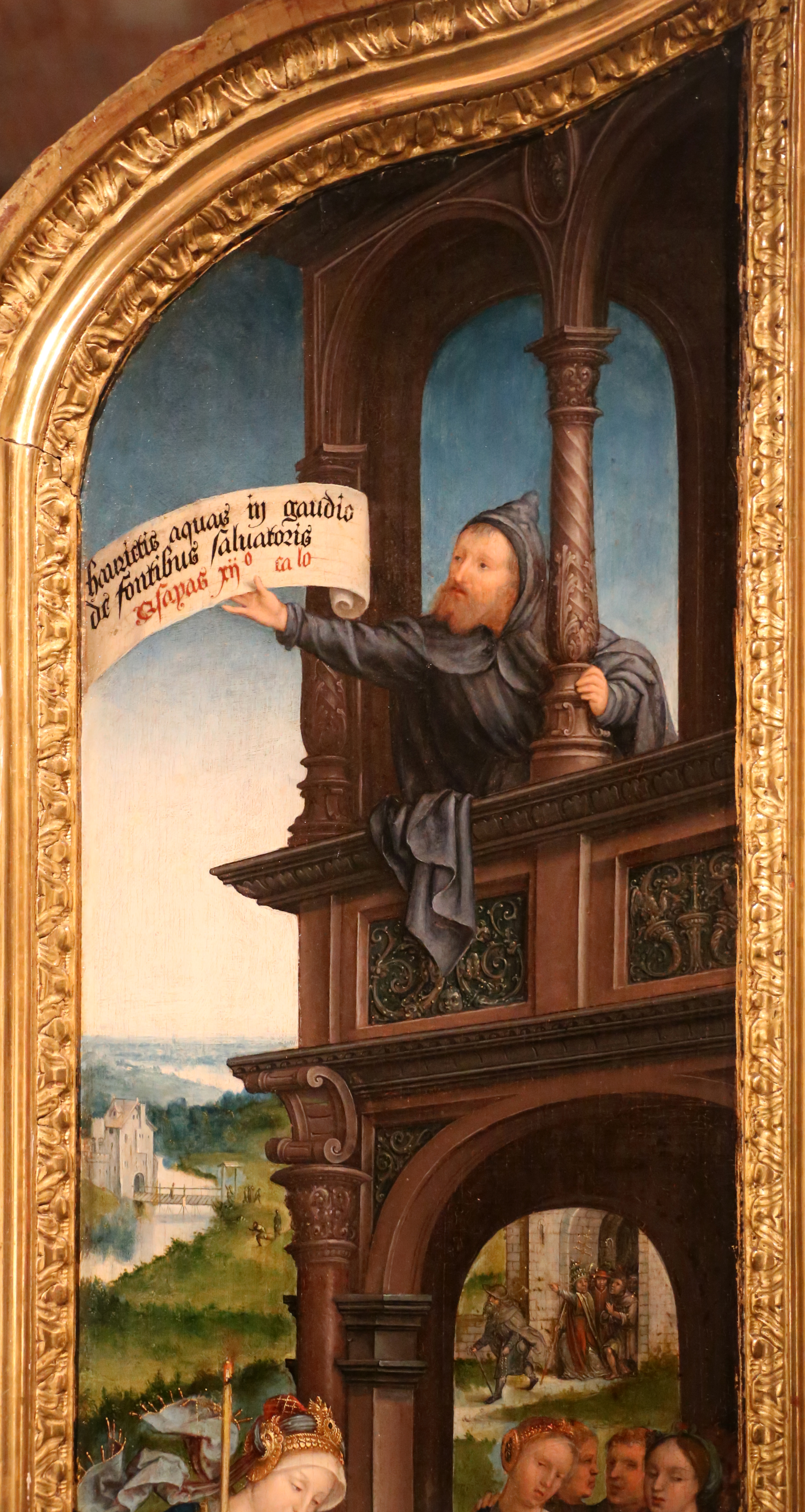
detail